# Brouwerij Gulden Spoor
Brouwerij Gulden Spoor is een Belgische brouwerij te Gullegem, een deelgemeente van Wevelgem, in de provincie West-Vlaanderen.

## Geschiedenis
Begin 21e eeuw richtten de uitbaters van restaurant 't Rusteel een brouwerij op genaamd 't Brouwkot. De naam verwees naar de oude schuur die gerenoveerd werd om dienst te doen als brouwerij. In 2007 werd een grotere brouwzaal gekocht (10 hectoliter per batch), waardoor de jaarlijkse brouwcapaciteit verdubbelde tot 1500 hl. Bij deze uitbreiding werd de naam van de brouwerij gewijzigd in zijn huidige naam: Gulden Spoor. De oude brouwinstallatie werd verkocht aan de startende Brouwerij Maenhout. In 2014 verhuisde de brouwerij naar een nieuwe locatie met een grotere opslagcapaciteit en in september 2014 werd een nieuwe bottelarij aangekocht. Vanaf januari 2015 kregen de bieren een grondige naamsverandering en uitbreiding.

## Bieren
- Gulden Spoor
  - Blond, goudblond, 4,5%
  - Dubbel, bruin, 6%
  - Tripel, blond, 8%
  - Quadrupel, donker amber, 10%
  - Red ale, vlaams roodbruin, 6%
  - IPA, dryhopped, 7%

- Netebuk
  - Original, goudblond, 6,5%
  - Cherry Ladybuk, roodbruin, 6%
  - Wheat, licht amber, 6%
  - Coffee, donkerbruin, 6%
  - Winter, donkerbruin, 8%

- Ter ere van
  - Jean-Pierre, goudblond, 7.8%
  - Flash, goudblond, 3.7%

### Voormalige bieren
- Kalle, blond, 8%
- Manten, roodbruin, 6%
- Robustus, amber, 10%
- Tineke Van Heule, blond, 8%
- Vlaskapelle, rood, 5%